# Nội các nhà Minh

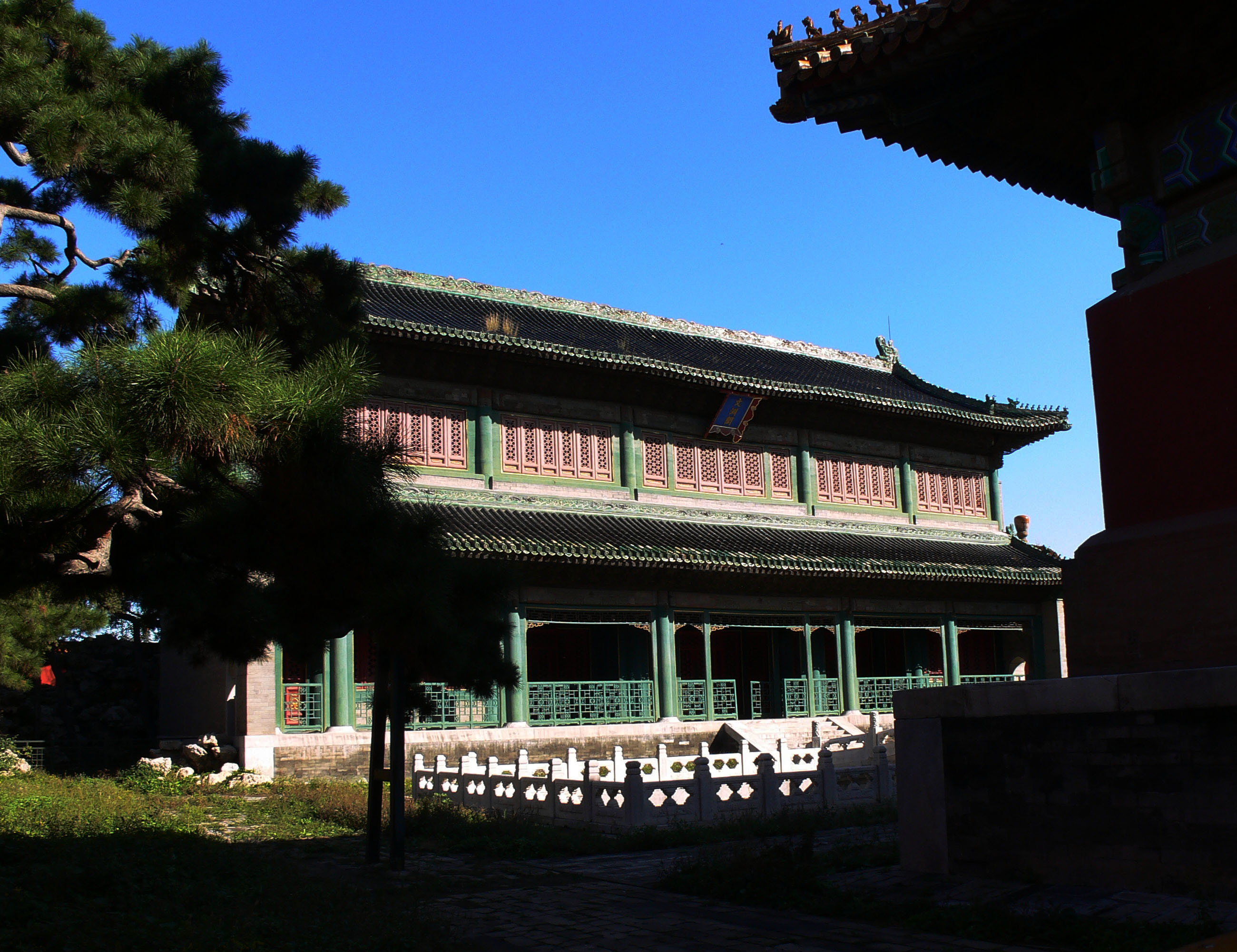
Văn Uyên các trong Cố Cung, Bắc Kinh. Thời Minh Nội các đóng tại đây. Văn Uyên các nằm sau lưng Văn Hoa Điện, phía Đông Ngọ Môn.

Nội các nhà Minh do Minh Thành Tổ chính thức thành lập. Từ năm Kiến Văn thứ 4 (1402) đời Minh Huệ Đế đến năm Vĩnh Lịch thứ 15 (1662) đời Nam Minh Chiêu Tông, Nội các ban đầu đảm nhiệm vai trò ban thư ký cho Hoàng đế, dần dần phát triển thành cơ quan hành chính tối cao của nhà Minh. Số lượng các thần (thành viên Nội các) thường dao động từ 1-7 người, các thần thường kiêm nhiệm thêm vị trí Thượng thư hay Thị lang lục bộ nên có cách xưng là Các Bộ.
Minh Thái Tổ phế Tể tướng Hồ Duy Dung, thâu tóm Tướng quyền vào tay Hoàng đế. Thuở đầu, các Đại học sĩ chỉ đảm nhiệm vai trò cố vấn, mọi quyết định hòa toàn dựa vào Hoàng đế. Đến thời Minh Nhân Tông, Minh Tuyên Tông, Đại học sĩ do các cựu thần Đông cung đảm nhiệm, được Hoàng đế tín nhiệm nên địa vị cũng theo đó mà được nâng cao. Dưới triều Tuyên Tông, hết thảy chính sự lớn nhỏ Tuyên Tông đều giao cho Đại học sĩ Dương Sĩ Kỳ xử lý. Chỉ khi các lão thần như Lại bộ Thượng thư Giản Nghĩa, Hộ bộ Thượng thư Hạ Nguyên Cát xin tiếp thì Tuyên Tông mới gặp, còn lại đều do Dương Sĩ Kỳ đảm trách. Do đó quyền Nội các được tăng cường. Đến các vị Trung Diệp, Nghiêm Tung chấp chính đời Minh Thế Tông thì quyền lực Nội các đạt đến đỉnh điểm, có thể sánh với Tể tướng các triều trước. Tuy nhiên, Nội các Đại học sĩ đứng đầu (xưng Nội các Thủ phụ) chỉ có quyền ghi phiếu nghĩ, theo ý đại thần học tấu chương, viết ý kiến mình vào mảnh giấy hay mảnh tre rồi kẹp vào bản tấu, tấu chương vẫn phải có phê hồng của Hoàng đế mới có hiệu lực thi hành. Về danh nghĩa phê hồng do Hoàng đế theo phiếu nghĩ của đại thần mà phê, nhưng càng về sau quyền lực phê hồng càng bị Ty Lễ giám của Nội quan (Thái giám) thao túng, nhất là sau thời Minh Vũ Tông, khiến cho việc văn thần hoạn quan cấu kết xảy ra thường xuyên, tiêu biểu nhất là cặp Nội các Đại học sĩ Trương Cư Chính và Thái giám Ty Lễ Giám Phùng Bảo thao túng triều chính đời Minh Thần Tông. 
Tuy quyền ngang Tể tướng, nhưng Nội các không phải là một cơ quan hành chính chính thức trong triều đình, xưng Nội các là trỏ Văn Uyên Các, tức thư phòng Hoàng đế. Hoàng Tông Hy, một trong ba nhà tư tưởng thời Minh mạt Thanh sơ, nhận xét chế độ Nội các như sau (tạm dịch): "Nhập các làm việc, danh Tể tướng không có, mà quyền như Tể tướng vậy. Quả không đúng. Người nhập các làm việc, cốt ở việc phê đáp, là việc của thư ký. Bỏ chuyện ghi chép, chỉ lo suy nghĩ mà ghi đáp việc, có phải là thư ký nữa không."

## Khái quát
Triều Minh buổi đầu theo thể chế triều Nguyên, thiết Trung Thư tỉnh, lập Tả, Hữu Tướng quốc, lấy Lý Thiện Trường làm Hữu Tướng quốc, Từ Đạt làm Tả Tướng quốc, Trung thư Tỉnh thống lĩnh lục bộ nhưng không lập Trung thư Lệnh.
Năm Hồng Vũ thứ 13 (1380), sau án Hồ Duy Dung, Minh Thái Tổ Chu Nguyên Chương bãi Trung thư Tỉnh, chi quyền cho Lục bộ. Quan chức Trung thư Tỉnh hầu hết bị phế bỏ, chỉ giữ lại chức Trung thư Xá nhân.
Tháng 9 cùng năm, Minh Thái Tổ lập Tứ phụ quan, trong đó có nho sĩ Vương Bổn. Năm Hồng Vũ thứ 15 (1382), theo chế độ triều Tống mà lập Hoa Cái điện, Văn Uyên các, Vũ Anh điện, Đông các Đại học sĩ, do Lễ bộ Thượng thư Thiệu Chất, Kiểm thảo Ngô Bá Tông, Hàn lâm Học sĩ Tống Nột, Điển thảo Ngô Trầm đảm nhiệm. Về sau, vị trí Văn Hoa điện Đại học sĩ do các lão thần Bào Tuân, Dư Thuyên, Trương Trường đảm nhận, trật Chính Ngũ phẩm, chủ yếu đóng vai trò cố vấn cấp cao
Đời Minh Huệ Đế, đổi Đại học sĩ thành Học sĩ, bãi bỏ các Đại học, về sau đổi Cẩn Thân điện thành Chính Tâm điện, lập Chính Tâm điện Đại học sĩ. 
Sau khi Minh Thành Tổ đoạt ngôi, bọn cựu thần như Hồ Quảng, Triệu Giải Tấn, Dương Vinh nhập Văn Uyên các, tham dự chính vụ, thể chế Nội các chính thức thành lập. Tuy nhiên, đương thời Nội các do Hàn lâm viện Biên tu, Kiểm thảo cấu thành, không ai được thăng hàm Thượng thư. Quan viên cấp Cửu khanh (Thượng thư, Tả Đô ngự sử) có thể trực tiếp thượng tấu mà không cần thông qua Nội các.
Minh Nhân Tông trọng dụng cựu thần Đông cung như Dương Sĩ Kỳ, Dương Vinh, Dương Phổ, thăng Dương Sĩ Kỳ làm Lễ bộ Thị lang, kiêm Hoa Cái điện Đại học sĩ, Dương Vinh là Thái Thường tự Khanh kiêm Cẩn Thân điện Đại học sĩ. Sau đời Dương Sỹ Kỳ, tuy vẫn có đại thần cấp Bộ nhập các nhưng vẫn lấy Thượng thư cao hơn. Triều Minh Đại Tông, Tả Đô ngự sử Vương Văn thăng Lại bộ Thượng thư nhập các, lập Sắc phòng, Lục bộ theo đó sắc ban ra mà thi hành. Sau đời Minh Thế Tông thì Nội các chính thức khống chế Lục bộ.